# NGC 6002
NGC 6002 este o galaxie situată în constelația Coroana Boreală. A fost descoperită în 20 aprilie 1873 de către .